# Lucie Rybnikářová
Lucie Rybnikářová (* 7. srpna 1997 Hluk) je česká herečka a zpěvačka, v letech 2018 až 2022 členka souboru Městského divadla Zlín.

## Život
Narodila se v Hluku, vystudovala Janáčkovu konzervatoř v Ostravě.
Už během studií hostovala v Moravském divadle Olomouc či Staré Aréně Ostrava, stále hostuje v Národním divadle moravskoslezském. Od roku 2018 byla členkou souboru Městského divadla Zlín. Své angažmá ukončila v roce 2022.
Kromě divadla se věnuje také zpěvu. Je vítězkou celostátní pěvecké soutěže Zpěváček 2011. Zpívá také s cimbálovou muzikou Harafica, v Ostravě vystupovala se šansony Hany Hegerové.